# Rinitis no al·lèrgica
La rinitis no al·lèrgica és una inflamació de la part interna del nas que no és causada per una al·lèrgia. La rinitis no al·lèrgica implica símptomes que inclouen esternuts crònics o tenir un nas congestionat i gotejant sense una reacció al·lèrgica identificada. Altres termes comuns per a la rinitis no al·lèrgica són la rinitis vasomotora i la rinitis perenne. La prevalença de rinitis no al·lèrgica en otorrinolaringologia és del 40%. La rinitis al·lèrgica és més freqüent que la rinitis no al·lèrgica; no obstant això, ambdues condicions tenen una presentació, manifestació i tractament similars. La picor nasal i els esternuts paroxístics solen associar-se a la rinitis no al·lèrgica en comparació amb la rinitis al·lèrgica.

## Tractament

### Mèdic
És útil evitar factors d'incitació com ara canvis bruscos de temperatura, humitat o corrents d'aire o pols.
L'aplicació intranasal d'antihistamínics, glucocorticoides o anticolinèrgics també es pot utilitzar per a la rinitis vasomotora. El cromoglicat de sodi intranasal (no comercialitzat a Espanya) es pot utilitzar en pacients majors de dos anys. Una revisió Cochrane va concloure que no és clar si els glucocorticoides intranasals, en comparació amb un placebo, redueixen la gravetat de la malaltia informada pel pacient en persones amb rinitis no al·lèrgica/vasomotora a causa de la poca certesa de l'evidència disponible dels assaigs clínics. Tanmateix, els glucocorticoides intranasals probablement augmenten el risc d'hemorràgies nasals.
L'azelastina (comercialitzat a Espanya junt amb fluticasona: Dymista i Rinoduo) "està indicat per al tractament simptomàtic de la rinitis vasomotora, inclosa la rinorrea, la congestió nasal i el degoteig nasal posterior en adults i nens de 12 anys o més".